# Alternanthera ficoidea
Alternanthera ficoidea é uma espécie de planta herbácea da família Amaranthaceae. Nativa das Américas, é uma planta de forração muito popular no paisagismo devido ao seu crescimento baixo e denso e à sua folhagem colorida. Frequentemente, é confundida ou tratada como sinônimo de Alternanthera bettzichiana no comércio de plantas ornamentais, embora sejam consideradas espécies distintas pela taxonomia moderna.

## Descrição
Alternanthera ficoidea é uma planta herbácea perene, que se caracteriza por seu hábito de crescimento prostrado e rasteiro, formando densos tapetes que geralmente não ultrapassam 20 centímetros de altura. Seus caules são muito ramificados e enraízam nos nós que tocam o solo, o que facilita sua expansão. As folhas são opostas, com formato que varia de espatulado a quase redondo, e são menores que as de outras espécies ornamentais do gênero.
A coloração das folhas é o seu principal atrativo, com cultivares que exibem uma mistura de verde, branco, amarelo, rosa e vermelho, muitas vezes em padrões variegados. As flores são pequenas, brancas ou creme, e se agrupam em inflorescências discretas, com pouca importância ornamental.

## Distribuição e habitat
A espécie possui uma ampla distribuição natural nas regiões tropicais e subtropicais das Américas, desde o sul dos Estados Unidos até a Argentina. No Brasil, é nativa e ocorre em praticamente todos os biomas, sendo encontrada em margens de rios, áreas úmidas e ambientes perturbados. Sua presença é registrada em todo o território nacional, incluindo o estado do Maranhão, onde pode ser encontrada tanto em áreas naturais quanto em cultivo. Em diversas partes do mundo onde foi introduzida, é considerada uma planta invasora.

## Cultivo e usos
Devido ao seu crescimento baixo e denso, Alternanthera ficoidea é amplamente utilizada como planta de forração, para cobrir o solo em canteiros e jardins. É ideal para criar bordaduras e "tapetes" coloridos, além de ser opção para jardins de rocha e para cultivo em vasos e cestas suspensas, onde seus ramos pendem de forma ornamental.
É uma planta de fácil cultivo, que se propaga por estacas ou pela simples divisão das touceiras. Adapta-se bem a condições de pleno sol ou meia-sombra, necessitando de solo fértil e bem drenado, com regas regulares. É tolerante ao calor, mas não suporta geadas. A poda ajuda a manter a planta compacta e estimula um crescimento mais denso.

## Estado de conservação
A espécie Não foi Avaliada (NE) pela União Internacional para a Conservação da Natureza (IUCN). Por ter uma distribuição natural vastíssima, ser extremamente comum e amplamente cultivada, não enfrenta riscos de extinção. Seu potencial invasor em ecossistemas fora de sua área de origem é uma preocupação em algumas regiões.